# Franciscus van Saleskerk (Krakau)
De Franciscus van Saleskerk (Pools: Kościół św. Franciszka Salezego) of Zusters van de Visitatiekerk (Pools: Kościół wizytek) is een 17e-eeuwse kerk in de Poolse stad Krakau. Het bouwwerk is een beschermd architectonisch monument.
De barokke kerk is in 1686 door de bisschop Jan Małachowski voor de Orde van Maria Visitatie gesticht. De bouw van de kerk werd toevertrouwd aan Stanislas Solski en Jan Solari.
Het altaar uit 1695 is gemaakt door Jerzy Galonka. Het pleisterwerk is gedaan door Jan Liskowicz. De laat-18e-eeuwse muurschilderingen zijn in de loop van de tijd aangepast.

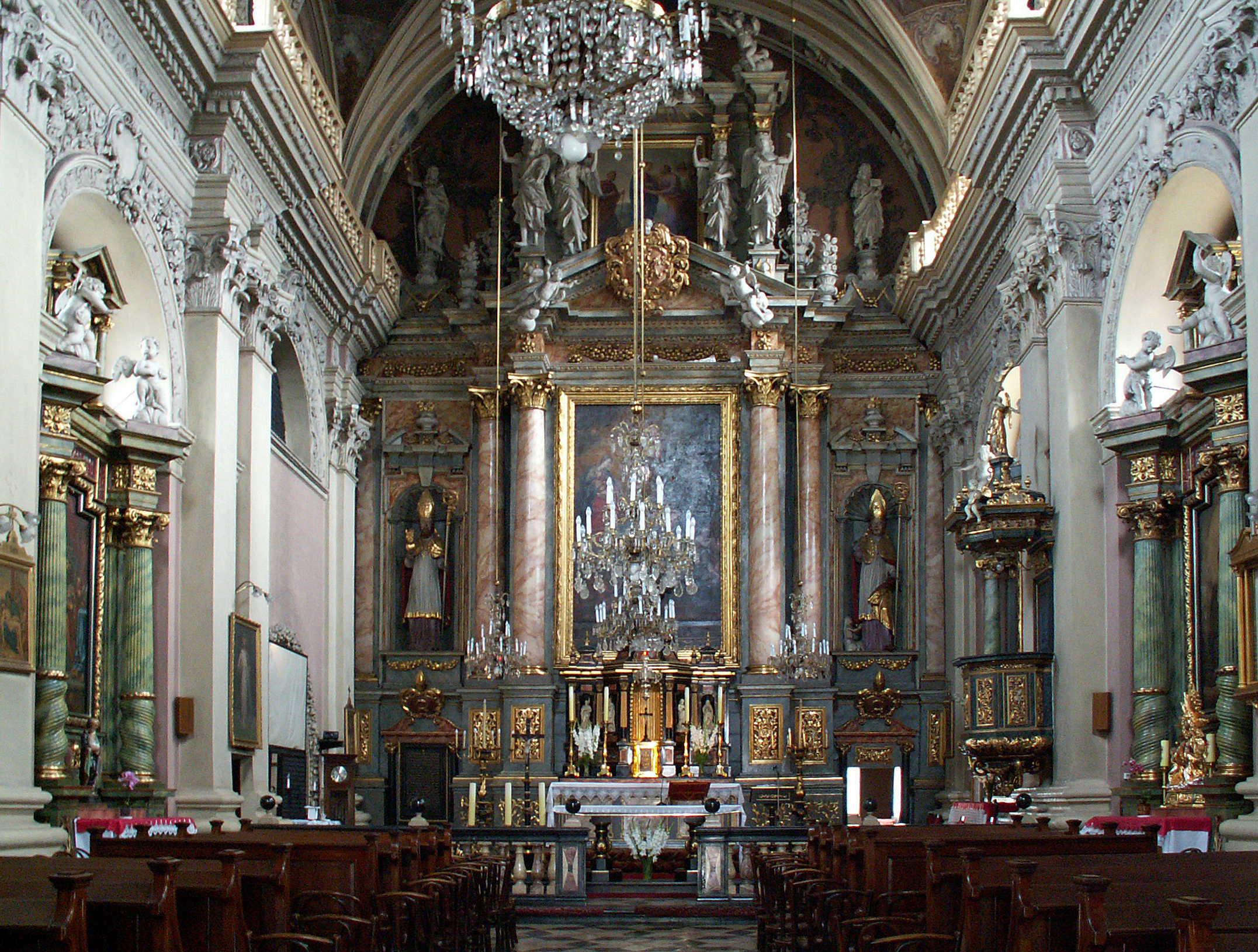
Het interieur van de kerk